# Atletica leggera alla XXX Universiade - Salto con l'asta femminile
La specialità del salto con l'asta femminile all'Universiade di Napoli 2019 si è svolta tra il 9 e l'11 luglio 2019.

## Podio
| Oro     | Roberta Bruni Italia      |
| Argento | Rachel Baxter Stati Uniti |
| Bronzo  | Bridget Guy Stati Uniti   |

## Risultati

### Qualificazioni
Si qualificano alla finale le atlete che saltano 4,35 m Q o le dodici migliori misure q.
| Posizione | Gruppo | Atleta             | Nazione       | 3.30 | 3.45 | 3.60 | 3.75 | 3.90 | 4.00 | 4.10 | Risultato | Note                          |
| --------- | ------ | ------------------ | ------------- | ---- | ---- | ---- | ---- | ---- | ---- | ---- | --------- | ----------------------------- |
| 1         | A      | Juliana Campos     | Brasile       | –    | –    | –    | –    | –    | o    | o    | 4.10      | q                             |
| 1         | A      | Sonia Malavisi     | Italia        | –    | –    | –    | –    | –    | –    | o    | 4.10      | q                             |
| 1         | B      | Roberta Bruni      | Italia        | –    | –    | –    | –    | –    | –    | o    | 4.10      | q                             |
| 4         | A      | Imogen Ayris       | Nuova Zelanda | –    | –    | –    | –    | xo   | xo   | o    | 4.10      | q                             |
| 5         | A      | Lea Bachmann       | Svizzera      | –    | –    | –    | –    | –    | –    | xo   | 4.10      | q                             |
| 6         | A      | Mallaury Sautereau | Francia       | –    | –    | –    | –    | –    | o    | –    | 4.00      | q                             |
| 6         | B      | Buse Arıkazan      | Turchia       | –    | –    | –    | –    | –    | o    | x    | 4.00      | q                             |
| 8         | B      | Olivia McTaggart   | Nuova Zelanda | –    | –    | –    | –    | xo   | o    | x    | 4.00      | q                             |
| 9         | B      | Charlotte Gaudy    | Francia       | –    | –    | –    | –    | o    | xo   | –    | 4.00      | q                             |
| 9         | B      | Rachel Baxter      | Stati Uniti   | –    | –    | –    | –    | o    | xo   | x    | 4.00      | q                             |
| 11        | A      | Bridget Guy        | Stati Uniti   | –    | –    | –    | –    | xxo  | xo   | x    | 4.00      | q                             |
| 12        | B      | Rachel Wolfs       | Canada        | –    | –    | –    | xo   | o    | xxx  |      | 3.90      | q                             |
| 13        | B      | Shen Yi-ju         | Taipei Cinese | –    | –    | –    | o    | xxo  | xxx  |      | 3.90      |                               |
| 14        | A      | Getter Lemberg     | Estonia       | –    | –    | xo   | o    | xxx  |      |      | 3.75      |                               |
| 14        | A      | Wu Chia-ju         | Taipei Cinese | –    | –    | xo   | o    | xxx  |      |      | 3.75      |                               |
| 16        | A      | Shin Soo-young     | Corea del Sud | –    | –    | o    | xxo  | xxx  |      |      | 3.75      |                               |
| 17        | B      | Hanna Jansson      | Svezia        | –    | –    | o    | xxx  |      |      |      | 3.60      |                               |
| 18        | A      | Anne Sofie Olsen   | Danimarca     | xxo  | o    | o    | xxx  |      |      |      | 3.60      | Miglior prestazione personale |
| 19        | A      | Annika Jonsson     | Svezia        | o    | o    | xo   | xxx  |      |      |      | 3.60      |                               |
| 19        | B      | Caroline Ranners   | Danimarca     | –    | o    | xo   | xxx  |      |      |      | 3.60      |                               |
| 19        | B      | Leda Krošelj       | Slovenia      | o    | o    | xo   | xxx  |      |      |      | 3.60      |                               |
| 22        | A      | Mariya Jaison      | India         | –    | xxo  | xxx  |      |      |      |      | 3.45      |                               |
|           | A      | Makiah Hunt        | Canada        | –    | –    | xxx  |      |      |      |      | NM        |                               |
|           | B      | Marleen Mulla      | Estonia       | –    | –    | xxx  |      |      |      |      | NM        |                               |
|           | B      | Stine Grong Ruud   | Norvegia      | xxx  |      |      |      |      |      |      | NM        |                               |

### Finale
| Posizione | Atleta             | Nazione       | 3.81 | 3.91 | 4.01 | 4.11 | 4.21 | 4.31 | 4.41 | 4.46 | 4.56 | Risultato | Note                                     |
| --------- | ------------------ | ------------- | ---- | ---- | ---- | ---- | ---- | ---- | ---- | ---- | ---- | --------- | ---------------------------------------- |
|           | Roberta Bruni      | Italia        | –    | –    | –    | xo   | xo   | xo   | o    | xxo  | xxx  | 4.46      | Miglior prestazione personale stagionale |
|           | Rachel Baxter      | Stati Uniti   | –    | o    | o    | o    | xo   | o    | o    | xxx  |      | 4.41      |                                          |
|           | Bridget Guy        | Stati Uniti   | –    | –    | –    | o    | o    | xo   | xxx  |      |      | 4.31      |                                          |
| 4         | Olivia McTaggart   | Nuova Zelanda | –    | –    | o    | xo   | o    | xo   | xxx  |      |      | 4.31      |                                          |
| 5         | Juliana Campos     | Brasile       | –    | –    | o    | o    | xxo  | xo   | xxx  |      |      | 4.31      |                                          |
| 6         | Buse Arıkazan      | Turchia       | –    | –    | o    | –    | o    | xxo  | xxx  |      |      | 4.31      |                                          |
| 7         | Sonia Malavisi     | Italia        | –    | –    | –    | o    | xo   | xxo  | xxx  |      |      | 4.31      |                                          |
| 8         | Mallaury Sautereau | Francia       | –    | –    | –    | xo   | xo   | xxo  | xxx  |      |      | 4.31      |                                          |
| 9         | Lea Bachmann       | Svizzera      | –    | –    | –    | o    | o    | xxx  |      |      |      | 4.21      |                                          |
| 10        | Charlotte Gaudy    | Francia       | –    | –    | o    | o    | xxx  |      |      |      |      | 4.11      |                                          |
| 11        | Imogen Ayris       | Nuova Zelanda | –    | o    | o    | o    | xxx  |      |      |      |      | 4.11      |                                          |
| 12        | Rachel Wolfs       | Canada        | o    | o    | xxx  |      |      |      |      |      |      | 3.91      |                                          |